# Изет Дибра
Изет Шатку, известен като Дибра (на албански: Izet Shatku, Dibra), е албански политик и кмет на Тирана от 1927 до 1928 година..

## Биография
Роден е в 1878 година в западномакедонския българо-албански град Дебър в семейството на Мурад Ибрахим Шатку, местен търговец и финансист. Брат му Фаик Шатку е главен прокурор и министър на правосъдието. Начално образование получава в родния си град, след което продължава да учи в Битоля. Преди Балканските войни семейството му се мести в Истанбул, където завършва право в Истанбулския университет. Завръща се в Албания в 1920 година и заема ниски постове в съдебната система. Избран е за подуправител на област Елбасан. Избран е за депутат от област Дебър. До 1930 година служи в няколко области. Дибра подкрепя Ахмед Зогу и е назначен за министър на обществените дела в кабинета на Пандели Евангели. В 1936 година отново е избран за депутат от префектура Дуръс-Тирана. След Втората световна война цялото му имущество е конфискувано и семейството му депортирано. Умира в Шкодра в 1964 година.